# Christian Dirschauer
Christian Dirschauer (født 13. maj 1981 i Flensborg) er en dansk-sydslesvigsk politiker og landdagsmedlem og landsformand for Sydslesvigsk Vælgerforening (SSW).
Dirschauer er født og opvokset i en dansk familie i Flensborg. I 2004 fik han en bachelor i offentlig administration. Samme år blev han ansat i Flensborg kommune, hvor han udfyldte forskellige lederstillinger, bl.a. som leder af kommenens HR-afdeling. I perioden 2011-2018 var han tillidsrepræsentant for byens ansatte. I august 2020 afløste han Flemming Meyer som landdagsmedlem for Sydslesvigsk Vælgerforening. Dirschauer er medlem af landdagens social-, økonomi- og miljøudvalg.
I oktober 2021 blev Dirschauer med stort flertal valgt til at efterfølge Flemming Meyer som SSW's landsformand. Denne stilling træder han tilbage fra i april 2025.
Dirschauer bor i Flensborg-Kavslund, er gift og har tre børn. Han er slesvig-holstensk landsformand i fagforeningen Komba og medlem af Sydslesvigsk Forening (SSF), Sønderjysk Arbejderforening (SAF), Arbeiterwohlfahrt og Greenpeace.